# SR-25

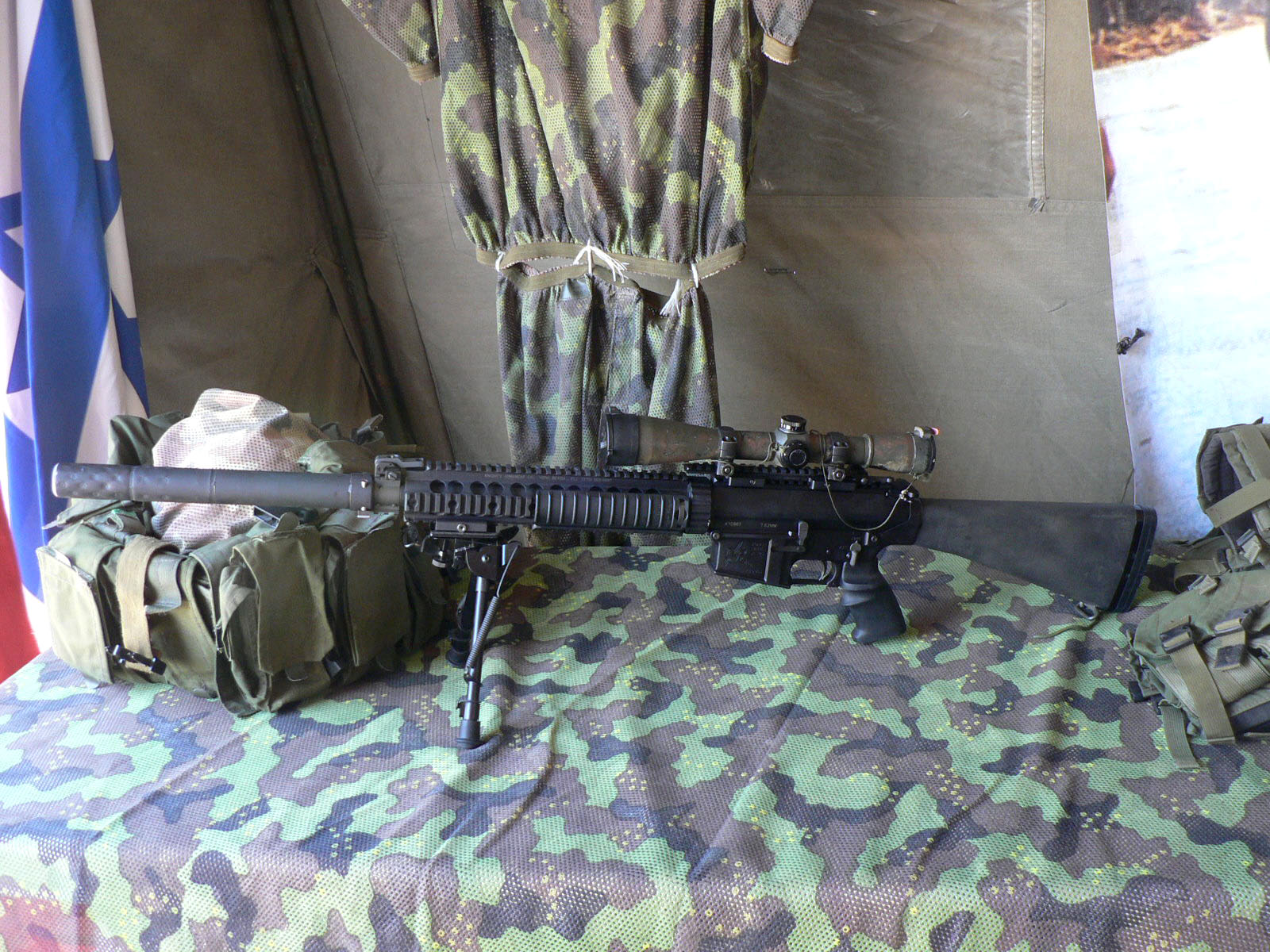
Le SR-25

Le SR-25 (Stoner Rifle-25) est un fusil de précision semi-automatique de calibre 7,62 × 51 mm Otan conçu par Eugene M. Stoner et fabriqué par la société d'armement Knight.

## Caractéristiques
Le SR-25 utilise une culasse rotative et un système d'emprunt de gaz direct semblable à celui des M16/M4. Il est vaguement basé sur le Stoner AR-10, rechambré dans son calibre original de 7.62x51mm OTAN. Jusqu'à 60 % des pièces de la SR-25 sont interchangeables avec les AR-15 et M16, à l'exception des deux parties de la boîte de culasse, le percuteur, le canon, la culasse et le logement de la culasse. Les canons du SR-25 étaient à l'origine des pièces fabriquées par Remington Arms avec ses rainures 5R (5 pour cinq rainures, R pour right twist, rotation horaire en anglais), avec un pas de rainure de 1:11.25 (1 tour complet à 11,25 pouces / 286 millimètres). Le canon lourd de 20 pouces (510 mm) est monté flottant, le fût étant fixé à la boîte de culasse et ne touchant par conséquent pas le canon, ce qui augmente la précision.

## Utilisateurs
L'US Navy en fut le premier utilisateur militaire dans les années 1990, le premier déploiement opérationnel et l'utilisation du fusil sniper SR-25 furent le fait des tireurs d'élite des SEAL lors des opérations en Somalie en 1993.
- Australie : l'armée australienne et les groupes tactiques de la police
- Grèce : EKAM unité spéciale de la police
- Hong Kong : Special Duties Unit [réf. nécessaire]
- Israël : Forces spéciales de Tsahal
- Philippines : Groupe d'action spécial
- Pologne : GROM
- Thaïlande : L'Armée royale thaïlandaise
- États-Unis : Armées et forces de polices américaines

## Variantes

### Mk.11 Mod 0

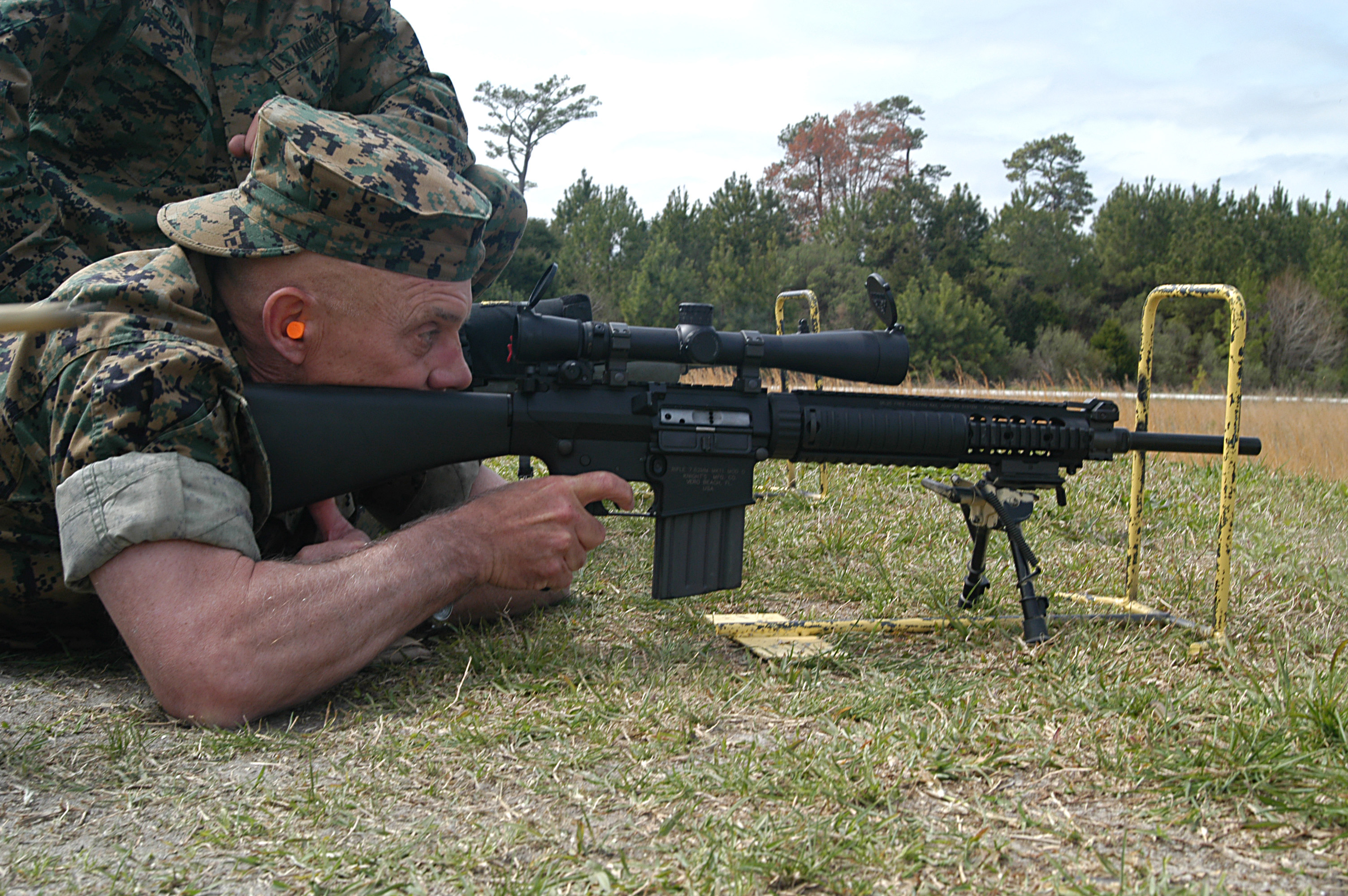
Un Mk 11 Mod 0

Le Mk.11 Mod 0 est utilisé par les SEAL depuis mai 2000. 
L'US Navy a signé en mai 2000 un contrat unique pour 300 armes. L'arme comprend une lunette Leupold (LR/T M3 3,5-10x40 mm ?), une hausse de secours et un silencieux KAC réduisant le bruit de la détonation de 28 dB. 
Muni d'un canon de 51 cm, il mesure 116 cm pour une masse à vide avec bipied et lunette de 6,9 kg.